# فرانس أوتو أريكسون
فرانس أوتو أريكسون (بالسويدية: Frans Otto Eriksson)‏ هو خَبّاز سويدي، ولد في 15 أبريل 1867 في Badelunda socken ‏ في السويد، وتوفي في 7 يونيو 1953 بسبب سرطان.